# Isole dello Stretto di Torres
Le Torres Strait Islands o Isole dello stretto di Torres sono un gruppo di circa 274 isole situate nello stretto omonimo nel Queensland in Australia. Si trovano a nord della penisola di Capo York. Appartengono in parte alla contea di Torres e in parte alla regione di Torres Strait Island, e sono amministrate dalla Torres Strait Regional Authority (TSRA). Solo 14 di esse sono abitate.

## Geografia
Le isole dello Stretto di Torres sono il prolungamento ideale della penisola di Capo York e si trovano tra quest'ultima e la Nuova Guinea. Erano un tempo un ponte continentale che collegava le due terre. Lo stretto di Torres mette in comunicazione il mar degli Alfuri con il mar dei Coralli. Le isole si trovano disseminate in un'area di 45 000 km² e hanno una superficie complessiva di 566 km².
Le isole maggiori sono: Prince of Wales Island, che è l'isola più estesa e la più vicina a capo York. È affiancata da un gruppo di isole: Horn Island, Thursday Island, che ne è il capoluogo, Wednesday Island (Maururra), Friday Island (Gealug) e Hammond Island. Più lontana anche Yorke Island (Masig).
Al centro dello stretto di Torres si trova Moa Island, che è la seconda in ordine di grandezza, e Badu Island; mentre Boigu Island e Saibai Island si trovano a soli 4 km dalla costa della Nuova Guinea.
Molte altre piccole isole sono isolate, altre riunite in piccoli gruppi, tra cui: Bellevue Islands, Bourke Isles, Duncan Islands e Talbot Islands.

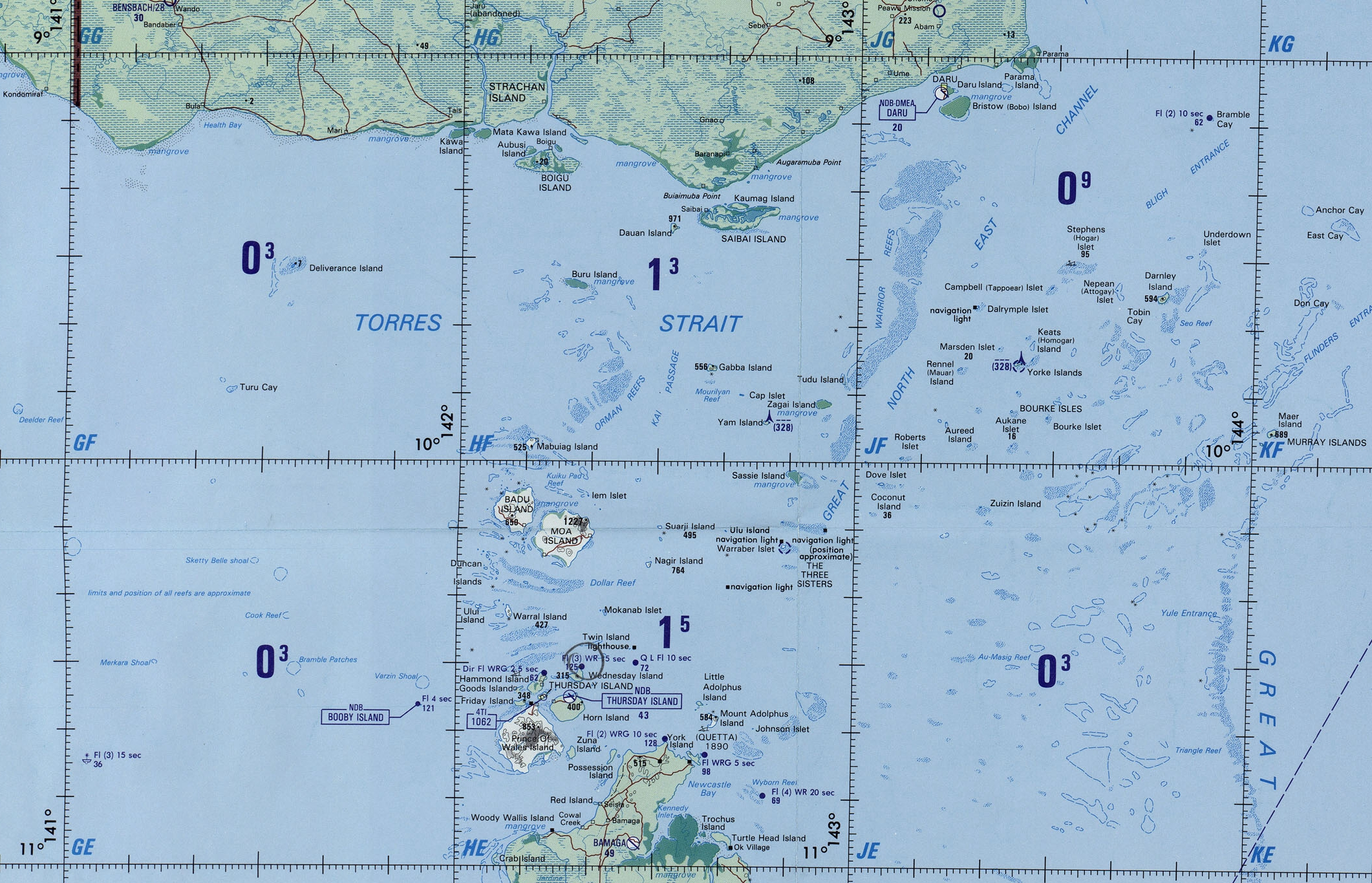
Mappa delle isole

Le lingue delle isole dello stretto di Torres sono lingue papuane o aborigene.

## Storia
Gli abitanti indigeni delle isole dello stretto di Torres sono un popolo austronesiano, che abita anche la punta settentrionale della penisola di capo York, distinto dagli aborigeni australiani del resto del paese.
Il navigatore portoghese Luis Váez de Torres, cui sono state dedicate le isole, esplorò lo stretto di Torres nel 1606. Torres si era unito alla spedizione di Pedro Fernandes de Queirós che salpava dal Perù attraverso l'oceano Pacifico alla ricerca della Terra Australis.
L'esploratore James Cook rivendicò per primo la sovranità britannica sulla parte orientale dell'Australia a Possession Island nel 1770. Nel 1879 il Queensland ha annesso le isole dello stretto di Torres, che sono così diventate parte della colonia britannica del Queensland e, dopo il 1901, dello stato australiano del Queensland - anche se alcune di loro si trovano appena al largo della costa della Nuova Guinea.
Dopo anni di procedimenti legali, iniziati nel 1982, per la rivendicazione delle terre da parte degli isolani, ne è stata riconosciuta la validità nel 1992. La sentenza ha avuto un significato di vasta portata per le rivendicazioni sulla terra sia degli isolani dello stretto di Torres sia degli aborigeni australiani. Il 1º luglio 1994 è stata creata l'autorità regionale dello stretto di Torres (Torres Strait Regional Authority).